# باشگاه فوتبال تادلی کالوا
باشگاه فوتبال تادلی کالوا (به انگلیسی: Tadley Calleva Football Club) یک باشگاه فوتبال در شهر تادلی، کشور انگلستان است که در سال ۱۹۸۹ میلادی تأسیس شده است.